# Lucio Dalla
Lucio Dalla (Bolonia; 4 de marzo de 1943 - Montreux; 1 de marzo de 2012) fue un cantautor italiano. Músico de formación jazzística, está considerado uno de los más grandes cantautores de su país. Inicialmente sólo compositor de música, descubrió en su fase madura que también era autor de sus propias letras, convirtiéndose, con el paso de los años, en uno de los artistas musicales más influyentes e innovadores del siglo XX italiano.
A lo largo de su carrera, que duró cincuenta años, siempre tocó el piano, el saxofón y el clarinete. Su producción pasó por varias fases: desde la época beat, pasando por la experimentación rítmica y musical, hasta llegar a la cantautora. También conocido en el extranjero, algunas de sus canciones han sido traducidas y llevadas al éxito en numerosos idiomas. Entre ellos, «Caruso», ha vendido más de 40 millones de copias, convirtiéndose en una de las canciones italianas más famosas del mundo. El legado artístico dejado por el cantautor boloñés se considera hoy uno de los más ricos e importantes del panorama musical italiano. En total, se estima que ha vendido alrededor de 70 millones de discos en todo el mundo. Algunas de sus canciones más famosas son «Caruso», «Balla, balla, ballerino», «Canzone», «L'anno che verrà», «La sera dei miracoli» y «Attenti al lupo», entre muchas otras.

## Biografía
Se inició en Roma como clarinetista y pianista en un grupo de jazz romano, los Flippers con Fabrizio Zampa y Massimo Catalano, llegando a grabar con Edoardo Vianello I Watussi (1963). El cantante Gino Paoli lo animó a iniciar su carrera como solista; fichado por la RCA, su primer álbum, 1999, con temas como «Tutto il male del mondo», no aparecería hasta 1967. Sigue luego el álbum Terra di Gaibola («Il fiume e la città», «Orfeo bianco», «Non sono matto» y «Africa») y cierra su primera etapa con Storie di casa mia.
Inicia una nueva línea musical junto el poeta boloñés Roberto Roversi, colaboración que duraría cuatro años y tres álbumes, con éxitos de ventas como Automobili. Tras el periodo con Roversi, Dalla emprendió una etapa más personal, como compositor, letrista, arreglista y principal músico en todas sus obras, aunque bien acompañado de un núcleo de músicos boloñeses, como los guitarristas Jimmy Villotti y Ricky Portera. De ese momento son las canciones «Anna e Marco», «Futura» y «Caruso» (que años después popularizó Luciano Pavarotti).
Del Dalla letrista se ha destacado su estilo sin pretensiones de erudición ni de formalismo, y siempre cerca del lenguaje cotidiano. Así, en temas como «Nun parlà», «Stella di mare» o el citado «Futura». También se ha señalado su influencia en cantautores de la generación posterior como Luca Carboni, Samuele Bersani, Gianluca Grignani y Biagio Antonacci. Además de sus colaboraciones con Francesco De Gregori, y las inevitables resonancias en grabaciones de Vasco Rossi, Zucchero y Luciano Ligabue. En 2004 participó en el disco colectivo Neruda en el corazón, que celebra el centenario de Pablo Neruda.

## Muerte
Dalla murió de un paro cardíaco tres días antes de cumplir 69 años. Tras su muerte se hizo pública en los medios de comunicación italianos que era homosexual.

## Discografía
- 1999 (1966)
- Geniale? (1969)
- Terra di Gaibola (1970)
- Storie di casa mia (1971)
- Il giorno aveva cinque teste (1973)
- Quel fenomeno di Lucio Dalla (1973)
- L'album di... Lucio Dalla (1974)
- Anidride solforosa (1975)
- Automobili  (1976)
- 4 de marzo de 1943  (1976)
- Come è profondo il mare (1977)
- Live @ RTSI (1978)
- Lucio Dalla (1979)
- Banana Republic (1979) con Francesco De Gregori
- Dalla (1980)
- Torino, Milano e dintorni (1981)
- Lucio Dalla (1981)
- Gli anni Settanta  (1981)
- 1983 (1983)
- Viaggi organizzati (1984)
- Bugie (1985)
- The best of Lucio Dalla (1985)
- DallameriCaruso (1986)
- Dalla/Morandi (1988) con Gianni Morandi
- In Europa (1988) con Morandi
- Cambio (1990)
- Il motore del 2000 (1990)
- Il primo Lucio Dalla (1990)
- Amen (1992)
- Henna (1994)
- Le origini (1996)
- Canzoni (1996)
- Ciao (1999)
- Luna Matana (2001)
- Caro amico ti scrivo (2002)
- Tosca. Amore disperato (2003)
- Lucio (2003)
- 12000 Lune (2006)
- Il contrario di me (2007)
- La neve con la Luna (2008)
- Angoli nel cielo (2009)
- Work in Progress (2010) con Francesco De Gregori
- Questo è Amore (2011)